# Elektriciteitscentrale White Bluff
De White Bluff elektriciteitscentrale is een elektriciteitscentrale in Pine Bluff, Arkansas, Verenigde Staten. De in 1980 gebouwde centrale heeft een 305 meter hoge schoorsteen.